# Cộng hòa Helvetica
Cộng hòa Helvetica (tiếng Pháp: République helvétique, tiếng Đức: Helvetische Republik, tiếng Ý: Repubblica Elvetica, Romansh: Republica helvetica) là một nước cộng hòa chị em của Pháp tồn tại từ năm 1798 đến 1803, trong Chiến tranh Cách mạng Pháp. Nó được thành lập sau cuộc xâm lược của Pháp và hậu quả là sự giải thể của cựu Liên minh Thụy Sĩ, đánh dấu sự kết thúc của chế độ cũ ở Thụy Sĩ. Trong suốt thời gian tồn tại của mình, nước cộng hòa này đã hợp nhất hầu hết lãnh thổ của Thụy Sĩ hiện đại, ngoại trừ các bang Geneva và Neuchâtel và Giáo phận vương quyền Basel.
Liên minh Thụy Sĩ, cho đến lúc đó bao gồm các bang tự quản được thống nhất bởi một liên minh quân sự lỏng lẻo (và cai trị các vùng lãnh thổ chủ thể như Vaud), đã bị Quân đội Cách mạng Pháp xâm chiếm và trở thành một đồng minh được gọi là "Cộng hòa Helvetic". Sự can thiệp vào chủ nghĩa địa phương và các quyền tự do truyền thống đã bị phẫn nộ sâu sắc, mặc dù một số cải cách hiện đại hóa đã diễn ra. Sự phản kháng mạnh mẽ nhất ở các bang Công giáo truyền thống hơn, với các cuộc nổi dậy vũ trang nổ ra vào mùa xuân năm 1798 ở miền trung Thụy Sĩ. Quân đội Pháp và Helvetic đã đàn áp các cuộc nổi dậy, nhưng sự phản đối chính phủ mới dần dần gia tăng trong những năm qua, khi người Thụy Sĩ phẫn nộ vì mất đi nền dân chủ địa phương, các loại thuế mới, sự tập trung hóa và thái độ thù địch với tôn giáo. Dù sao đi nữa, chúng đã có những ảnh hưởng lâu dài tới người dân .
Tên nước Cộng hòa Helvetic, theo tên Helvetii, cư dân Gaulish của Cao nguyên Thụy Sĩ thời cổ đại, không phải là một sự đổi mới; đúng hơn, Liên minh Thụy Sĩ đôi khi được mệnh danh là Republica Helvetiorum trong tiếng Latin nhân văn kể từ thế kỷ 17, và Helvetia, hiện thân quốc gia Thụy Sĩ, xuất hiện lần đầu tiên vào năm 1672. Trong lịch sử Thụy Sĩ, Cộng hòa Helvetic thể hiện nỗ lực ban đầu nhằm thành lập một chính phủ tập trung ở nước này.

## Lịch sử
Trong Chiến tranh Cách mạng Pháp những năm 1790, quân đội Cộng hòa Pháp đã mở rộng về phía đông. Năm 1793, Hội đồng lập hiến Quốc gia đã coi tình hữu nghị giữa Hoa Kỳ và Liên bang Thụy Sĩ là giới hạn duy nhất trong khi trao quyền lực về chính sách đối ngoại cho Ủy ban An toàn Công cộng, nhưng tình hình đã thay đổi khi chế độ đốc chính Pháp bảo thủ hơn lên nắm quyền vào năm 1795 và Napoléon chinh phục miền Bắc nước Ý vào năm 1796. Quân đội Cộng hòa Pháp bao vây Thụy Sĩ với lý do "giải phóng" người dân Thụy Sĩ, nơi có hệ thống chính quyền riêng bị coi là phong kiến, đặc biệt là đối với các vùng lãnh thổ bị sáp nhập như Vaud.
Một số công dân Thụy Sĩ, bao gồm Frédéric-César de La Harpe, đã kêu gọi sự can thiệp của Pháp vì lý do này. Cuộc xâm lược diễn ra phần lớn một cách hòa bình vì người dân Thụy Sĩ không đáp lại lời kêu gọi chiến đấu.

Vào ngày 5 tháng 3 năm 1798, quân đội Pháp hoàn toàn tràn ngập Thụy Sĩ và cựu Liên bang Thụy Sĩ sụp đổ. Vào ngày 12 tháng 4 năm 1798, 121 đại biểu bang tuyên bố Cộng hòa Helvetic, "Một và Không thể chia cắt". Vào ngày 14 tháng 4 năm 1798, một hội đồng cấp bang được triệu tập ở bang Zürich, nhưng hầu hết các chính trị gia từ hội đồng trước đó đã được bầu lại. Chế độ mới bãi bỏ chủ quyền bang và các quyền phong kiến. Các lực lượng chiếm đóng đã thiết lập một nhà nước tập trung dựa trên những ý tưởng của Cách mạng Pháp.

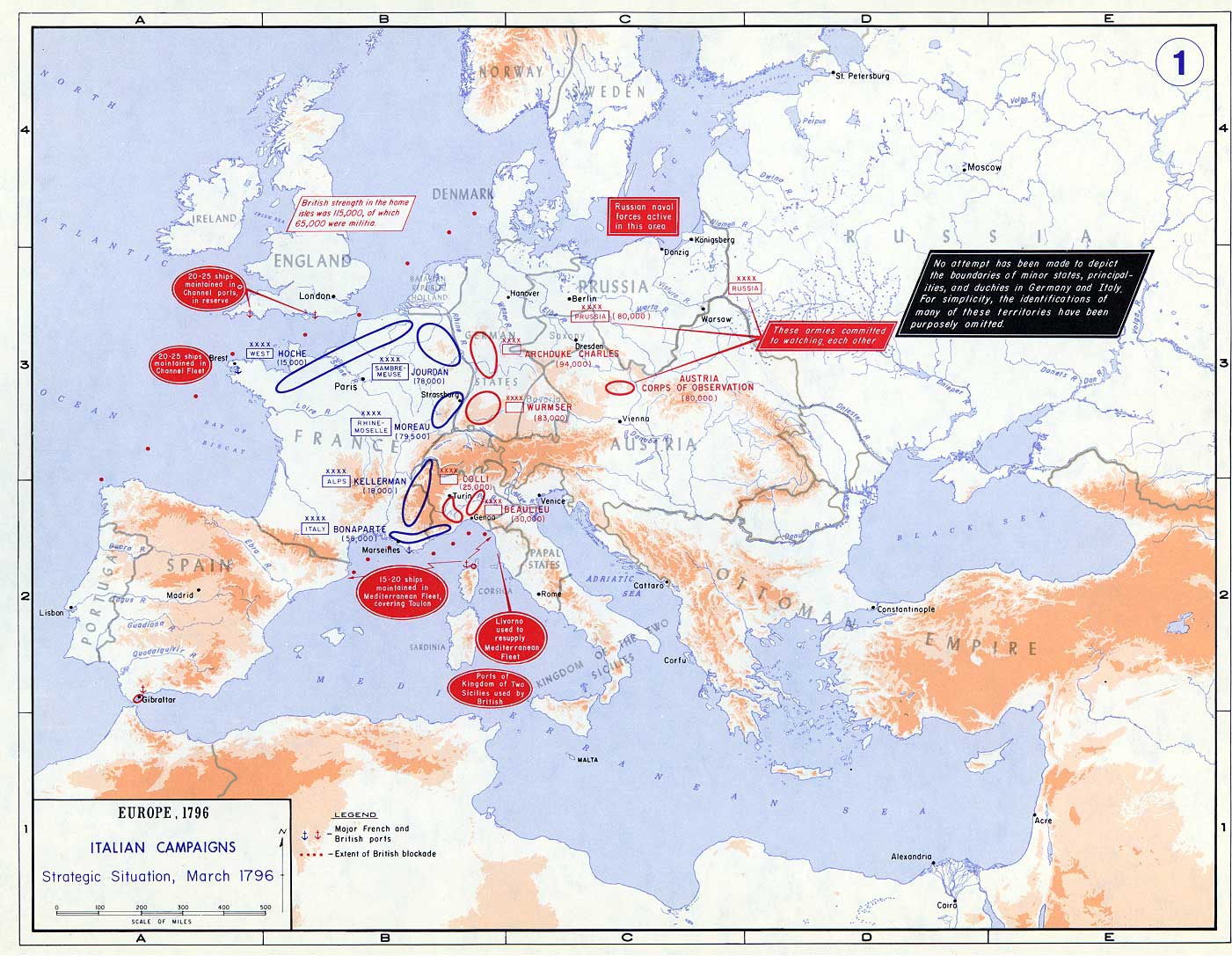
Tình hình chiến lược châu Âu năm 1796

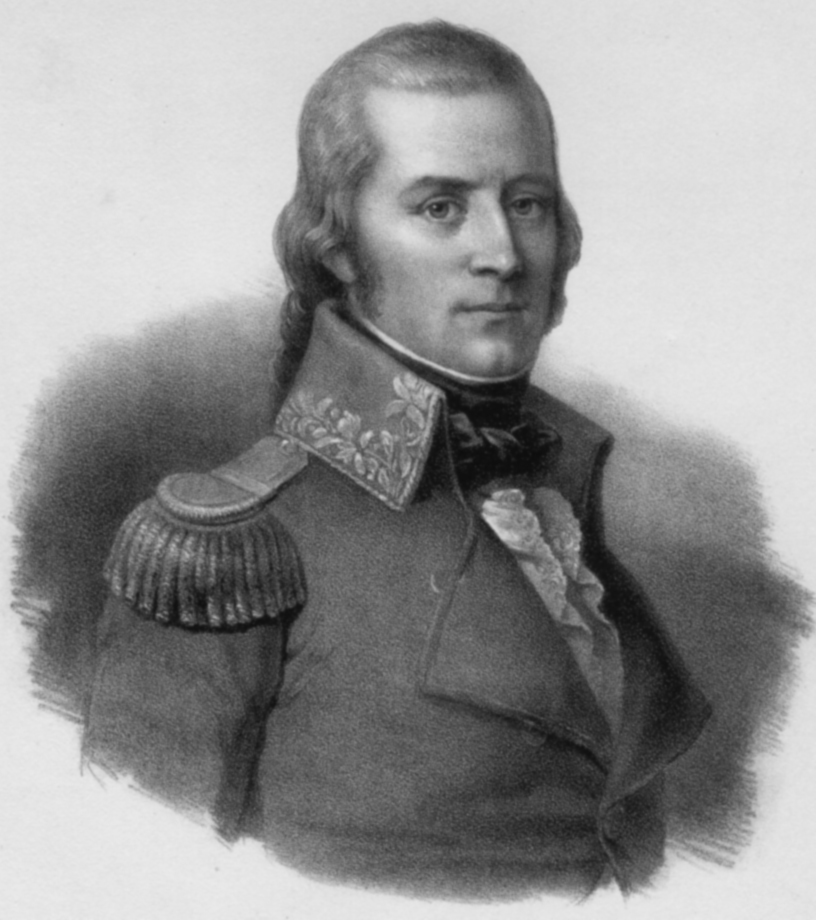
Alois von Reding lãnh đạo quân đội miền Trung Thụy Sĩ chống lại quân Pháp.

Nhiều công dân Thụy Sĩ phản đối những ý tưởng "tiến bộ" này, đặc biệt là ở các khu vực miền Trung đất nước. Một số khía cạnh gây tranh cãi hơn của chế độ mới đã hạn chế quyền tự do tôn giáo, khiến nhiều công dân sùng đạo hơn phẫn nộ.
Để đáp lại, các bang Uri, Schwyz và Nidwalden đã huy động một đội quân khoảng 10.000 người do Alois von Reding chỉ huy để chống lại quân Pháp. Đội quân này được triển khai dọc theo tuyến phòng thủ từ Napf đến Rapperswil. Reding bao vây Lucerne do Pháp kiểm soát và hành quân qua đèo Brünig vào Berner Oberland để hỗ trợ quân đội của Bern. Cùng lúc đó, Tướng Pháp Balthasar Alexis Henri Schauenburg hành quân ra khỏi Zürich bị chiếm đóng để tấn công Zug, Lucerne và đèo Sattel. Mặc dù quân đội của Reding đã giành được chiến thắng tại Rothenthurm và Morgarten, nhưng chiến thắng của Schauenburg gần Sattel đã cho phép ông ta đe dọa thị trấn Schwyz. Vào ngày 4 tháng 5 năm 1798, hội đồng thị trấn Schwyz đầu hàng.
Vào ngày 13 tháng 5, Reding và Schauenburg đồng ý ngừng bắn, các điều khoản trong đó bao gồm việc các bang nổi dậy sáp nhập thành một bang duy nhất, do đó hạn chế hiệu quả của họ trong chính quyền trung ương. Tuy nhiên, người Pháp đã không giữ lời hứa tôn trọng các vấn đề tôn giáo và trước khi hết năm, lại xảy ra một cuộc nổi dậy khác ở Nidwalden mà chính quyền đã đàn áp, với các thị trấn và làng mạc bị quân đội Pháp đốt cháy.
Không có thỏa thuận chung nào tồn tại về tương lai của Thụy Sĩ. Các nhóm lãnh đạo chia thành Unitaires, những người muốn có một nền cộng hòa thống nhất, và những người theo chủ nghĩa Liên bang, những người đại diện cho tầng lớp quý tộc cũ và yêu cầu quay trở lại chủ quyền của các bang. Những nỗ lực đảo chính trở nên thường xuyên và chế độ mới phải dựa vào người Pháp để tồn tại. Hơn nữa, lực lượng chiếm đóng nhất quyết yêu cầu người dân địa phương chi trả chỗ ở và thức ăn cho binh lính, điều này khiến nền kinh tế kiệt quệ. Hiệp ước liên minh ngày 19 tháng 8 với Pháp, cũng tái khẳng định việc Pháp sáp nhập Giáo phận vương quyền Basel và áp đặt các quyền của Pháp đối với Thượng lưu Sông Rhine và Đèo Simplon vì những lý do chiến lược rõ ràng đối với Đức và Ý, cũng phá vỡ truyền thống trung lập do Liên bang thành lập. Tất cả điều này gây khó khăn cho việc thiết lập một quốc gia mới.
Năm 1799, Thụy Sĩ trở thành vùng chiến sự ảo giữa quân đội Pháp, Áo và Đế quốc Nga, với người dân địa phương chủ yếu ủng hộ Áo và Nga, từ chối lời kêu gọi chiến đấu với quân đội Pháp dưới danh nghĩa Cộng hòa Helvetic.
Sự bất ổn trong Cộng hòa lên đến đỉnh điểm vào năm 1802–1803; nó bao gồm cuộc nổi dậy Bourla-papey và cuộc Nội Chiến Stecklikrieg năm 1802. Vào thời điểm đó, nền cộng hòa mắc nợ 12 triệu franc, bắt đầu với kho bạc 6 triệu franc. Điều này cùng với sự phản kháng của người dân địa phương đã khiến Cộng hòa Helvetic sụp đổ và chính phủ của nước này phải lưu vong ở Lausanne.
Khi đó, Napoléon Bonaparte, lúc đó là Lãnh sự thứ nhất của Pháp, đã triệu tập đại diện của hai bên tới Paris để đàm phán giải pháp. Mặc dù các đại diện phe Liên bang hình thành thiểu số tại hội nghị hòa giải, được gọi là "Helvetic Consulta", Bonaparte vẫn mô tả Thụy Sĩ là liên bang về bản chất và coi việc buộc nước này tuân theo bất kỳ khuôn khổ hiến pháp nào khác là không khôn ngoan.
Vào ngày 19 tháng 2 năm 1803, Đạo luật Hòa giải đã bãi bỏ Cộng hòa Helvetic và khôi phục các bang. Với việc bãi bỏ nhà nước tập trung, Thụy Sĩ một lần nữa trở thành một liên bang, được gọi là Liên bang Thụy Sĩ (Liên bang Thụy Sĩ Napoleonic).